# Comuna Tereșkî, Krasîliv
Tereșkî (în ucraineană Терешки) este o comună în raionul Krasîliv, regiunea Hmelnîțkîi, Ucraina, formată din satele Jovtneve, Malenkî și Tereșkî (reședința).

## Demografie
Componența lingvistică a comunei Tereșkî
     Ucraineană (98,74%)
     Alte limbi (0,46%)
Conform recensământului din 2001, majoritatea populației comunei Tereșkî era vorbitoare de ucraineană (98,74%), existând în minoritate și vorbitori de alte limbi.